# 蘇格奧費拉
36°36′22″N 4°38′20″E / 36.60611°N 4.63889°E

苏格奥费拉在贝贾亚省的位置

蘇格奧費拉（阿拉伯语：‎），是阿爾及利亞的城鎮，位於該國北部貝賈亞省，由舍米尼區負責管轄，面積14平方公里，2008年人口8,931，人口密度每平方公里646人。

## 地名
苏格奥费拉这个地名的前半部分为阿拉伯语‎，（“市场”），而后半部分的‎（Oufella，Ufella）则来自卡比勒语，意思是“高处的”，因此，苏格奥费拉意为“在高处的市场”。